# Cartea junglei (film din 2016)
Cartea junglei (titlu originar în engleză The Jungle Book) este un film american din 2016 regizat de Jon Favreau. Este creat în genurile fantastic, de aventură, de familie. Rolurile principale au fost interpretate de actorii Bill Murray, Ben Kingsley și Idris Elba. Scenariul este scris de Justin Marks, filmul reprezentând o adaptare live-action a filmului Cartea junglei din 1967.

## Distribuție
- Bill Murray
- Ben Kingsley
- Idris Elba
- Lupita Nyong'o
- Scarlett Johansson
- Giancarlo Esposito
- Christopher Walken
- Neel Sethi

## Producție
Cheltuielile de producție s-au ridicat la 175 de milioane $.

## Lansare și primire
A avut premiera la 4 aprilie 2016 (Statele Unite). Filmul a avut încasări de 969 de milioane $. în 2016, a primit Premiul Saturn pentru cel mai bun film fantastic.